# Acacia paolii
Acacia paolii é uma espécie de leguminosa do gênero Acacia, pertencente à família Fabaceae.